# Вила Клефиш у Јагодини
Вила Клефиш у Јагодини саграђена је тридесетих година XX века као породична вила Теодора Клефиша. Заштићена је као споменик културе од 2001. године.

## Положај и изглед
Вила Клефиш се налази у улици Капетана Коче 35 у Јагодини. Изграђена је у кругу фабрике прехрамбене робе за потребе Теодора Клефиша и његове породице.
Вила се састоји од сутерена, приземља, спрата и поткровља. У основи, вила је правоугаоног облика. Грађена је од армираног бетона и опеке. Фасада је малтерисана и ошприцана каменим гризом. Централни портал је обложен лучно засведеним мермерним плочама. Лево и десно у односу на врата налазе се два стуба са упрошћеним дорским елементима у стилобату и капителу.
Прозори су лучни, као бифоре и трифоре урађени у спратном делу, а у приземљу су полукружног облика. Прозорски оквири су уоквирени салбанацима и полукружним шпалетном и пиластрима. Декорација је изведена од штокованог белог цемента са заглађеним ивицама како би се стекла представа камених блокова. Столарија је дрвена са дрвеним решеткама.
Зграда је углавном оперважена хоризонталним венцима изграђеним од штокованог тераца у комбинацији са белим и сивим цементом. Ограде на терасама су зидане тако да су остављени централни прорези у које су накнадно стављани бетонски балустери. На западној страни фасаде се налази мермерна спомен-плоча посвећена жртвама Другог светског рата, углавном радницима фабрике „Јухор”.
Кров је раван и покривен поцинканим лимом са дубоким венцем од армираног бетона.
Унутрашњост грађевине је богато урађена и репрезентативна. У приземљу су се дешавали пријем гостију, различите манифестације и пословни састанци, па је зато овај део грађевине посебно богато урађен. Подови су урађени од италијанске мозаик керамике, а подови у бочним салама имају форму геометријских слика постигнуту коришћењем мозаик паркета. Зидови су глатки, а плафон је обрађен плитком, гипсаном пластиком са гипсаним розетама које заузимају централни део. Ка спратовима води правилно, кружно степениште које је изграђено од армираног бетона. Степениште је обложено белим мермерним плочама. Са спољашње стране је осветљено прозорима од метала. Прозори су застакљени разнобојним стаклом у виду мозаика.
На спрату се налазе собе за становање и смештај гостију, али повремено и за пријеме. Подови спратних просторија су такође урађени од мозаик паркета. Зидови и плафони су нешто оскудније украшени од зидова и плафона у приземљу.
У поткровљу су биле смештене помоћне просторије, као и просторије за послугу. У једном делу поткровне етаже је урађена проходна тераса са базеном. Централни део поткровља је под равним кровом, а бочне стране грађевине су под благим нагибом и покривене лимом.